# José Ramírez de Arellano (platero)
José Ramírez de Arellano (f. 1883) fue un platero, cincelador y grabador español.

## Biografía
Discípulo de la Real Fábrica de Platería Martínez, obtuvo en 1846 la honra de ser nombrado director al ser adjudicada a la compañía El Iris. «Las muchas obras que ha dirigido este artista y su inteligente laboriosidad le granjearon entre otros títulos los de ensayador de los reinos, platero de Cámara y verificador general de platería del reino», dice de él Ossorio y Bernard. En la Exposición Universal celebrada en París en 1855, obtuvo mención honorífica por los trabajos que presentó, a saber: Una escribanía cincelada para el gabinete del Consejo de Ministros; Un candelabro; Otra escribanía, imitando la filigrana, y Una taza con su plato, cincelados y dorados. También presentó en la exposición diferentes objetos en metal blanco, todos ellos de su composición.
También salieron de su mano todos los trabajos hechos para el templo de San Francisco el Grande de Madrid, así como la Custodia construida en 1860 para la iglesia de Lugo. De algún periódico local copia Ossorio y Bernard la siguiente descripción:

La custodia en su totalidad pertenece al estilo plateresco y su forma encierra un pensamiento cristiano católico: la fe religiosa triunfando de las herejías.

Cuatro querubines sostienen un pié de forma contorneada con filetes dorados sobre fondo blanco y sobrepuestos cincelados, dorados igualmente, notándose en la parte anterior un escudo de oro con esmalte ginebrino.

Sobre este pié se eleva la basa general formada por un grupo de figuras que representan las herejías y la estatua de La Fe en actitud de humillarlas. La expresión de ferocidad y rabia de dichas herejías declara bien el objeto que con ellas se propuso representar el artista, así como la esbeltez y dulzura de La Fe manifiestan también con mucha exactitud la idea con que allí se la coloca. Vestida con un ropaje talar, ondulante y aéreo, coloca con su mano derecha y sostiene sobre su cabeza un cáliz, símbolo del Nuevo Testamento, mientras ostenta en la izquierda la cruz de la Redención, en la cual van incrustados 124 diamantes; y tanto la venda con que La Fe tiene cubiertos sus ojos como el cinturón collar y un lazo que sujeta parte de su ropaje sobre el hombro izquierdo llevan también incrustados 104 hermosos diamantes y tres magníficas esmeraldas. El cáliz es de una forma esbelta y elegante: comienza su pié en una orla de diamantes; otros diamantes más gruesos forman la base alternando con varias esmeraldas y sobre ella se levanta la copa con filetes dorados y fondo blanco. Encima se eleva la gran ráfaga con 1.254 topacios, en la cual una nube blanca circunda el viril y contraviril, formado este último de una elegante greca de adornos con 524 brillantes y 20 esmeraldas. Por último, sobre la ráfaga, y como saliendo de la nube, se ve una calda y transparente cruz de oro cincelado, con profusión de brillantes, esmeraldas y diamantes.

Ramírez de Arellano marchó a Filipinas en 1875 como jefe de la Casa de la Moneda de Manila, capital en la que falleció en junio de 1883.